# Lumpun
Il Lumpun (in russo Лумпун?) è un fiume della Russia europea orientale, affluente di destra del Kil'mez' (bacino idrografico della Kama). Scorre nel Sjumsinskij rajon dell'Udmurtia e nell'Uninskij rajon dell'Oblast' di Kirov. 
Il fiume nasce sulle alture della Kama a nord-est di Uni, centro amministrativo dell'Uninskij rajon. Scorre in direzione meridionale, principalmente in una zona boscosa. Il corso superiore del fiume è molto sinuoso; nel corso inferiore forma molti meandri, lanche e stagni. Sfocia nel Kil'mez' a 89 km dalla foce, vicino al villaggio di Balma, a nord-est di Kil'mez'. Ha una lunghezza di 158 km, il suo bacino è di 1 550 km².